# Jurga (Chorwacja)
Jurga – wieś w Chorwacji, w żupanii karlowackiej, w gminie Vojnić. W 2011 roku liczyła 89 mieszkańców.